# Карабогетський сільський округ (Саркандський район)
Карабоге́тський сільський округ (каз. Қарабөгет ауылдық округі, рос. Карабогетский сельский округ) — адміністративна одиниця у складі Саркандського району Жетисуської області Казахстану. Адміністративний центр — село Карабогет.
Населення — 1491 особа (2021; 1408 у 2009, 1928 у 1999, 2682 у 1989).
Станом на 1989 рік існувала Карабугетська сільська рада (села Бастауші, Жданово, Карабугет, Курган).

## Склад
До складу округу входять такі населені пункти:
| Населений пункт | Населення, осіб (1989) | Населення, осіб (1999) | Населення, осіб (2009) | Населення, осіб (2021) |
| --------------- | ---------------------- | ---------------------- | ---------------------- | ---------------------- |
| Бастауші, село  | 330                    | -                      | -                      | -                      |
| Єркін, село     | 64                     | 210                    | 134                    | 146                    |
| Карабогет, село | 2008                   | 1718                   | 1274                   | 1345                   |
| Курган, село    | 280                    | -                      | -                      | -                      |